# Élie Salomon François Reverdil
Élie Salomon François Reverdil (født 1732, død 1808) var en schweizisk lærer og siden forelæser og kabinetssekretær hos Christian 7.

## Tidlig karriere
Reverdil var født i den lille by Nyon i kanton Waadt i Schweiz og var søn af en juridisk embedsmand. Efter at han havde fået sin uddannelse ved universitetet i Genève, kom han omkring 1758 til Danmark, rimeligvis ved medvirkning af en fætter, Roger, der havde en høj stjerne hos J.H.E. Bernstorff.
Han kom i København til at indtage en plads som lærer i fransk og matematik ved Kunstakademiet, men snart efter, i året 1760, blev han ansat som lærer hos kronprinsen, den senere Christian 7. Det er bekendt, at det lykkedes ham at vinde sin elevs velvilje, og at hans undervisning dannede et lyspunkt i prinsens på flere måder sørgelige historie som barn.

## Forholdet til Christian 7. og landboreformerne
Følgen af dette forhold var, at så snart hans elev 1766 besteg tronen, knyttede han Reverdil til sig, først som forelæser og dernæst som kabinetssekretær. Så stærkt som den unge fyrste fra først af følte trykket af sin nye stillings hverv, og så vaklende som han stod, var der, som det synes, lejlighed for Reverdil til at blande sig i regeringssagerne og spille en ret betydelig rolle; men det ser ud til, at han viste megen takt under disse forhold.
På ét punkt mente han dog, at det var hans pligt at bruge sin indflydelse, og det var for at få reformer i stand på landboforholdenes område, idet han her søgte at udnytte den positive interesse for bondestanden, som han allerede havde forstået at indgive kongen, mens han var barn.
1767 affattede Reverdil et par memoirer for Christian 7., i hvilke han udviklede, hvad han mente, at der fortrinsvis burde gøres for bondestanden. Følgen heraf var, at der i oktober samme år blev nedsat en landvæsenskommission, i hvilken han selv fik sæde; men netop som øjeblikket syntes at være kommet for ham til at gøre gavn paa et vigtigt område, fik han i november samme år befaling til ufortøvet at forlade landet, idet der tillige udbetaltes ham 10.000 rigsdaler som godtgørelse én gang for alle.
Grunden til dette påfaldende skridt fra kongens side var hovedsagelig, at de russiske diplomater, der dengang i København forhandlede om en endelig løsning af det gamle gottorpske stridsspørgsmål, ved en besynderlig fejltagelse anså Reverdil for at være en fjende af Rusland og derfor ville have ham bort; men for øvrigt var kongens yndling grev Frederik Vilhelm Conrad Holck næppe uden del deri.
Reverdil selv tog sig denne behandling nær og skrev et temmelig bittert brev til Christian 7. i den anledning, hvad der havde til følge, at denne lod sende ham et skarpt svar. Man skulle tro, at der hermed var indtruffet et ulægeligt brud imellem dem. Men under den sørgelige behandling, der i den følgende tid mere og mere udøvedes over for kongen, må han dog have bevaret gode minder om Reverdil.

## Virksomhed under Struensees styre
I det mindste ligger det nær at tro det, når man ser, at Johann Friedrich Struensee overtalte Reverdil til i sommeren 1771 at vende tilbage til Danmark og påtage sig at være selskab for den ulykkelige konge.
Reverdil blev forfærdet ved at se kongens tilstand, da han kom til hoffet igen, men tog sig dog af kongen med stor omhu, indtil Struensees fald (17. januar 1772) gjorde ende på dette andet ophold i Danmark. Han blev atter sendt bort, og siden levede han til sin død i sit fædreland.
Reverdil blev gift 1785 med en dame i Schweiz, men havde ingen børn i sit ægteskab.

## Reverdils forfattervirksomhed
Reverdil var en begavet og indsigtsfuld mand, der både havde menneskekundskab og god iagttagelsesevne. Han satte sig nøje ind i forholdene her i landet, hans følelse af at tilhøre en større kultur bragte ham ikke til at overse, hvad der var dansk, og han forstod at dømme, om end alvorligt, så dog uhildet og forstandigt. Dette hang sammen med hans ubetinget hæderlige karakter. Han havde ivrige modstandere, særlig på grund af sin sympati for bondestanden, og fra dens side er han blevet opfattet både som fanatisk og ærgerrig; men selv de erkendte fuldt ud hans uegennyttighed og hæderlighed.
Hans gode egenskaber træder tydeligt frem, dels i den fortsættelse af André Rogers' Lettres sur le Danemarc, som han affattede omkring 1764, dels, og det i endnu højere grad, ved hans for vor historie betydningsfulde skrift Struensee et la cour de Copenhague 1760-72, der først udkom mange år efter hans død, nemlig i året 1858 og straks blev oversat på dansk (1859, 2. udgave 1916). Han skrev dette arbejde dels efter, hvad han selv ligesom så for sine øjne under sit ophold i vort fædreland, dels på grundlag af, hvad han ved sine gode forbindelser i Danmark hørte om forholdenes udvikling i den tid, da han var i Schweiz.
Besindig og fordomsfri, som han var, indtager han en enestående stilling midt i al den lidenskabelighed og partiskhed, der beherskede sindene, og det selv hos de allerbedste. Han nærede vistnok en uindskrænket højagtelse for J.H.E. Bernstorff som menneske og i visse henseender også som statsmand; men dette hindrede ikke ham, schweizeren, i at se, at meget trængte til at reformeres i Danmark, og at her var fuldt af fordomme og misbrug. Det kunne derfor ikke være andet, end at han måtte finde adskilligt berettiget i Struensees reformer, samtidig med at han dømte strengt om denne både som personlighed og som statsmand.
I høj grad tiltalende er hans skildring af Caroline Mathilde, som han, uden at skjule hendes skyld, bedømmer med forståelse og rimelighed. Man kan afgjort ikke altid bifalde Reverdils domme, og hvad han fortæller, er ikke altid rigtigt; han har ikke kunnet undgå at genfortælle, hvad han havde hørt andre sige, især naturligvis under sit ufrivillige fravær fra landet, og derved er der kommet skævheder og fejl; men taget i sin helhed er han forbavsende troværdig, og få memoirer findes overhovedet, der i så henseende kunne stå ved siden af hans.

## Eftermæle
Reverdilsgade på Vesterbro er opkaldt efter E.S.F. Reverdil.